# Taşköprü (Adana)
Die Taşköprü (türkisch für Steinbrücke; historisch Ponte Sarus, Justinian-Brücke, al-Walid-Brücke) ist eine römische Brücke über den Fluss Seyhan in Adana im Süden der Türkei. Sie wurde vermutlich in der ersten Hälfte des 2. Jahrhunderts n. Chr. errichtet. Ursprünglich hatte das Bauwerk eine herausragende Bedeutung für die Handelsrouten vom Mittelmeer nach Anatolien und Persien. Bis zu ihrer Schließung im Jahr 2007 war die Taşköprü eine der ältesten Brücken der Welt, die für den motorisierten Verkehr freigegeben war. Seit der Schließung wird die Brücke nur noch von Fußgängern benutzt.

## Geschichte
Bereits der hethitische König Ḫattušili I. soll in Adana eine Brücke über die Seyhan (früher Sarus) erbaut haben, um einen Feldzug nach Syrien zu starten.

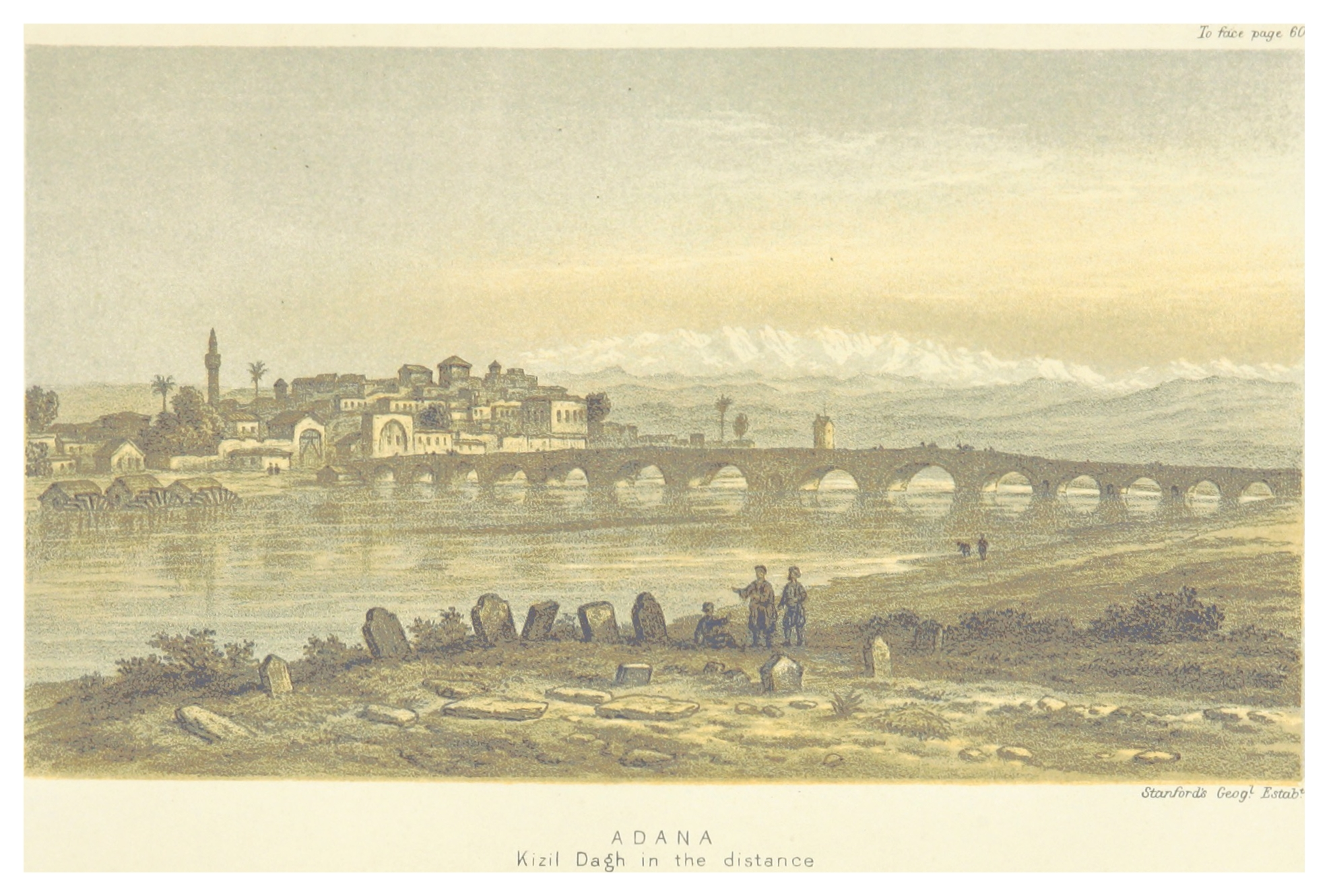
Die Taşköprü, veröffentlicht von Edwin John Davis in Life in Asiatic Turkey (1879).

Der Orientalist Victor Langlois, der Adana in den Jahren 1852/53 besuchte, schrieb die Brücke Kaiser Hadrian zu, der von 117 bis 138 nach Chr. regierte, von 120 bis 135 durch Anatolien zog und dabei viele Bauwerke in Auftrag gab. Langlois berichtete, dass an der Brücke einstmals ein Schriftzug mit dem Namen Hadrians angebracht war.
Einige Wissenschaftler schrieben den Bau der Brücke einem römischen Architekten namens Auxentius zu, der auch in Rom 384 n. Chr. eine Brücke errichtete. Diese Vermutung basiert auf einer altgriechischen Inschrift auf einer Steintafel  (122 cm × 93 cm × 12 cm), die Teil eines Altars der griechisch-orthodoxen Kirche in Adana war und heute im Archäologischen Museum Adana aufbewahrt wird. Die zwölfzeilige Inschrift scheint sich allerdings eher auf ein Aquädukt als auf eine Brücke zu beziehen. Der Historiker Prokopios von Caesarea berichtet in seinen Bauten des Justinian (um 557), dass Justinian I., der von 527 bis 565 regierte, den Wiederaufbau der Brücke befohlen habe.
Die Brücke wurde im Laufe der Jahrhunderte mehrfach saniert. Nach einer Sanierung im Jahr 742 unter der Herrschaft der Umayyaden wurde die Brücke nach dem Kalifen al-Walid II. in Jisr al-Walid umbenannt. Unter der Herrschaft von Kalif al-Mu'tasim wurde die Brücke 748 erneut saniert. Außerdem berichten Quellen von Sanierungsarbeiten unter den Abbasiden-Kalifen Harun ar-Raschid und al-Ma'mūn.
Auch während der osmanischen Herrschaft wurde die Brücke mehrfach saniert. Der älteste Hinweis auf Restaurierungsarbeiten in osmanischer Zeit stammt aus dem Jahr 1713 unter der Herrschaft Ahmets III. Ein Edikt von Osman Pascha, Gouverneur von Adana, befahl Reparaturarbeiten an älteren Teilen der Brücke.
Das Völkerkundemuseum von Adana besitzt eine Inschrift, die nach Sanierungsarbeiten unter dem osmanischen Sultan Sultan Abdülmecid I. im Jahr 1847 an der Brücke angebracht worden war. Darin wird darauf hingewiesen, dass die Brücke nach längerer Zeit in schlechtem Zustand und sanierungsbedürftig gewesen sei. Weitere Restaurierungsarbeiten wurden von Gouverneur Osman Pascha während der Regierungszeit des Sultans Abdülhamid II. in Auftrag gegeben, wie eine Inschrift im Archäologischen Museum Adana erwähnt (Inventurnummer 2469). Ein Salname aus der Regierungszeit von Abdülhamid II. erklärt den Zustand der Brücke und die Arbeiten: „An dem erwähnten Fluss Seyhan befindet sich eine große, solide gebaute Brücke mit 22 Bögen. Diese Brücke ist ein seltenes Beispiel für Eleganz und im Laufe der Zeit wurden ihr Pflaster und einige ihrer Bögen abgenutzt. Daher wurde ein ordentlicher Bürgersteig mit Mauern gebaut, um zu verhindern, dass Menschen und Tiere fallen können und dabei getötet werden. Die Bögen wurden ebenfalls sorgfältig renoviert.“
Als der Baumwollanbau in der Mitte des 19. Jahrhunderts unter der Herrschaft des ägyptischen Wālī Ibrahim Pascha in Kilikien stark zunahm, kamen viele Gastarbeiter in die Region. Wöchentlich wurde im Frühjahr auf der Brücke ein Arbeitskräftemarkt abgehalten, wo sich die Bauaufseher Arbeitskräfte aussuchen konnten. Dabei war die Brücke so überfüllt, dass sie unpassierbar war.

## Architektur
Die Hauptmaterialien der Brücke sind Kalktuff, Marmor und Spolien, auch wenn im Laufe der Jahrhunderte viele Materialien für die Ausbesserungsarbeiten genutzt wurden. Insbesondere im östlichen Teil der Brücke ist der Originalzustand noch gut zu erkennen.
Die Gesamtlänge der Brücke beträgt 310 m. Die Taşköprü besitzt 21 Bögen: 15 größere Bogen, welche die Brücke tragen und sechs kleinere Entlastungsbögen in den breiten Brückenpfeilern. Sie wurde allerdings deutlich gekürzt: Dabei wurden die Brückenrampen und drei Bögen bei Arbeiten zur Befestigung des Ufers vergraben. Die Fahrbahn ist mit Kopfsteinpflaster gepflastert und einschließlich der Bürgersteige 11,4 m breit. Der Reliefschmuck der Brücke umfasst ein Löwenrelief an der Nordseite des elften Bogens sowie verschiedene Kunstwerke mit Sternen und Halbmond.
In den Berichten von Reisenden des Osmanischen Reiches veröffentlichte Drucke zeigen die Fahrbahn als zu eng, um zwei Pferdekutschen nebeneinander aufzunehmen. Man nimmt an, dass die Brücke ursprünglich nicht mehr als 3 m breit war und im frühen 20. Jahrhundert erweitert wurde. Infolge der Verbreiterung wurden an der stromabwärtigen Seite der Brücke neue Bögen angebracht. Es ist unklar, wann diese Ergänzungen vorgenommen werden, aber es gibt Aufzeichnungen über eine umfassende Restaurierung durch die Straßenbehörde im Jahr 1948. Nach den Arbeiten wurde die Fahrbahn auf ca. 8 m oder 8,5 m verbreitert.
Das Kopfsteinpflaster wurde von Süleyman Bahri Pascha (1899–1908) in Auftrag gegeben. Ein Pavillon auf vier Säulen wurde vom Gouverneur Mahmut Pascha in der Mitte der Brücke gebaut, später aber abgerissen.

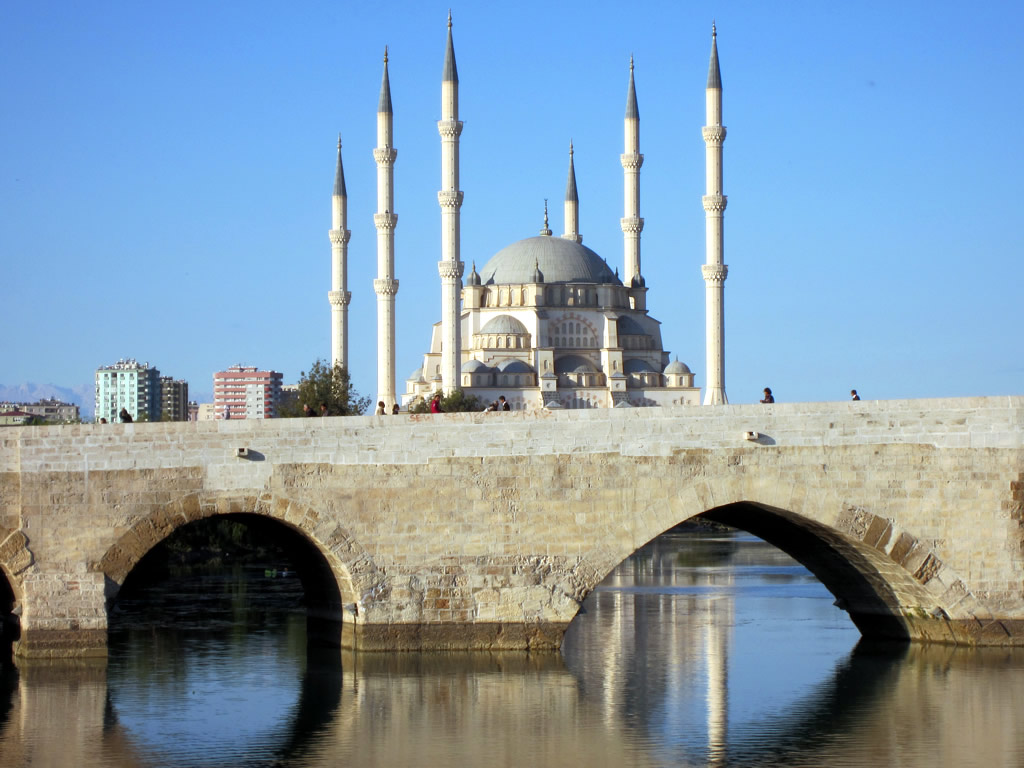
Details der Brücke

Die Brückenpfeiler wurden im Laufe der Zeit ziemlich abgenutzt. Auf der stromabwärtigen Seite der östlichen Pfeiler ist Bossenwerk sichtbar. Die stromaufwärtigen Seiten der Pfeiler weisen abgestufte Abweiser und Fundamente auf. Diese Stufenpfeiler sind ein typisches Merkmal römischer Brückenbauten. Zwei der Entlastungsbögen (der fünfte und der siebte Bogen vom westlichen Ende aus) haben ihre stromaufwärtige Seite offen, wurden jedoch auf der stromabwärtigen Seite verfüllt. Die Abmessungen der Bögen unterscheiden sich alle aufgrund der komplexen Geschichte ihrer Konstruktion. Die stromaufwärtigen Seiten der Pfeiler haben jetzt dreieckige Abweiser. Diese wurden alle während osmanischen Restaurierungen gebaut, weshalb sie ein einheitliches Erscheinungsbild zeigen.

## Aktuelle Nutzung
Im Jahr 2007 wurde die Brücke für den motorisierten Verkehr gesperrt und ist heute nur noch für Fußgänger geöffnet. Für viele Einwohner ist die Brücke bis heute ein bedeutendes Wahrzeichen ihrer Stadt.